# Trematodon le-testui
Trematodon le-testui är en bladmossart som beskrevs av Potier de la Varde 1931. Trematodon le-testui ingår i släktet tranmossor, och familjen Bruchiaceae. Inga underarter finns listade i Catalogue of Life.